# Guy Lombardo
Guy Lombardo (London, Ontario, Canada, 1902. június 12. – Houston, 1977. november 5.) kanadai-amerikai hegedűs, zenekarvezető (és motorcsónak versenyző).

## Pályafutása
Guy Lombardo egy tánczenekart szervezett szülővárosában − a kanadai Londonban − amelyet 1924-től The Royal Canadians-nak hívtak. Csatlakoztak hozzájuk testvérei, a szaxofonos Carmen Lombardo (1903–1971) – aki zenét is írt és énekelt is a zenekarban – Victor Lombardo (1911–1994) szaxofonos és Lebert Lombardo (1905-1993) trombitás. Első felvételüket 1924-ben készítették el, aztán az 1920-as években már több százezer lemezt adtak el. Louis Armstrong is az egyik rajongójuk volt.
Szignáljuk a „The Sweetest Music this side of Heaven” volt. Az 1929-től 1959-ig tartó fennállásuk alatt először Clevelandben, majd Chicagóban volt a székhelyük. 1929-től Midtown Manhattanben (New York) játszottak többek között az országos rádióban sugárzott szilveszteri koncerteken.
1934-ben a Lombardo zenekara az elsők között szerződött az újonnan alakult Decca Recordshoz, amely az elkövetkező húsz évben számos Lombardo lemezt adott ki.
1940-1950 között 15 slágere volt legjobb tíz között; No.1: It's Love, Love, Love! (1944).
Lombardo 1938-ban lett amerikai állampolgár. A big bandje mellett hidroplán-versenyek résztvevőjeként is ismerték.
1978-ban az első két művész egyikeként posztumusz beiktatták az akkor létrehozott Canadian Music Hall of Fame-be.

### Sport
Lombardo a motorcsónak versenyzésnek is fontos alakja volt. 1946-ban megnyerte az Arany Kupát rekordot döntő motorcsónakjával. 1948-ban megnyerte a Ford Memorial versenyt, 1952-ben pedig az Elnök Kupát és az Ezüst Kupát. 1946 és 1949 között Lombardo volt az Egyesült Államok uralkodó nemzeti bajnoka. 1959-ben a Lombardo az abszolút sebességrekordot próbálta elérni a sugárhajtóműves Tempo Alcoa-val, ami azonban megsemmisült. A Tempo Alcoa megsemmisülése után Lombardo visszavonult a versenyzéstől. Eredményeivel 2002-ben bekerült a Kanadai Motorsport Hírességek Csarnokába.
1958-tól kezdve a Lombardo támogatta a Guy Lombardo Royal Fleet-et, az üvegszálas csónakok gyártását.

## Albumok
- 1991: Musical Memories
- 1995: I Saw Mommy Kissing Santa Claus
- 1999: Hot and Sweet
- 2006: rifting and Dreaming/Dancing Room Only
- ? Your Guy Lombardo Medley
- ? Jingle Bells
- ? Guy Lombardo Medleys
- ? Guy Lombardo & His Royal Canadians
- ? Christmas Feelings
- ? Berlin by Lombardo

## Díjak, elismerések
- A Lombardo egy 1999. december 17-én kibocsátott bélyegen szerepel: Canada Post Millennium Collection.
- Csillag a Hollywoodi Hírességek Sétányán.
- 2002-ben felkerült a kanadai Hírességek Sétányára.
  - és a torontói Hírességek sétányán is csillagot kapott.
- Lombardo 2007-ben bekerült a Long Island Music Hall of Fame-be.
- Emléktábla van a házon, ahol Guy Lombardo és testvérei felnőttek (Simcoe Street 202.)

## Filmek
- Guy Lombardo az IMDb-n